# Mariusz Staszewski
Mariusz Staszewski (ur. 25 stycznia 1975 w Drezdenku) – polski żużlowiec i trener sportu żużlowego.

## Życiorys
Licencję żużlową zdobył w 1991 roku. W poszczególnych latach reprezentował kluby Stali (Pergo) Gorzów Wielkopolski (1992–1997, 2001–2002), Włókniarza Częstochowa (1998–2000), RKM Rybnik (2003–2004), ZKŻ Zielona Góra (2005–2006), Polonii Bydgoszcz (2007), Ostrovii Ostrów Wielkopolski (2009–2013), Kolejarza Opole (2014) oraz Kolejarza Rawicz (2015). Jest dwukrotnym srebrnym medalistą Drużynowych Mistrzostw Polski (1992, 1997) i trzykrotnym medalistą Młodzieżowych Drużynowych Mistrzostw Polski (srebrnym – 1994, brązowym – 1991, 1995), jak również medalistą Drużynowego Pucharu Polski (srebrnym – 1992), Mistrzostw Polski Par Klubowych (brązowym – 2000) oraz Młodzieżowych Mistrzostw Polski Par Klubowych (srebrnym – 1994).
Największy indywidualny sukces odniósł w 2001 w Heusden-Zolder, zdobywając tytuł Indywidualnego Wicemistrza Europy. Był dwukrotnym finalistą Indywidualnych Mistrzostw Polski (najlepszy wynik: Bydgoszcz 1998 – IV m.) oraz trzykrotnym – Młodzieżowych Indywidualnych Mistrzostw Polski (najlepszy wynik: Toruń 1993 – VIII m.). Startował również w finałach turniejów o „Złoty” (Wrocław 1999 – XII m.), „Srebrny” (dwukrotnie) oraz „Brązowy Kask” (dwukrotnie). W 2005 zajął III m. w Kryterium Asów Polskich Lig Żużlowych im. Mieczysława Połukarda w Bydgoszczy.
Trener Arged Malesy TŻ Ostrovia.
Aktualnie trener Włókniarza Częstochowa.